# Lázaro Rivas
Lázaro „El Cocuyo“ Rivas Scull (* 4. April 1975 in San Nicolás de Bari; † 22. Dezember 2013 in San José de las Lajas) war ein kubanischer Ringer. Er wurde 1999 Weltmeister und gewann im  Jahre 2000 eine Silbermedaille bei den Olympischen Spielen in Sydney, jeweils im griechisch-römischen Stil im Fliegengewicht.

## Werdegang
Lázaro Rivas begann 1985 als Zehnjähriger mit dem Ringen. Er konzentrierte sich auf den griechisch-römischen Stil. Nachdem er mehrere Medaillen gewonnen hatte, wurde er 1987 in die Escuela de Iniciación Deportiva (EIDE) der Provinz La Habana aufgenommen. 1990 folgte der Aufstieg in die Escuela Superior de Perfeccionamiento Atlético (ESPA) des Landes. Rivas wurde Mitglied des Sportclubs Cerro Pelado Havanna und wurde hauptsächlich von Pedor Val trainiert. Er war Sportlehrer und rang während seiner ganzen Karriere im Fliegengewicht.
Seinen ersten Start bei einem wichtigen internationalen Turnier bestritt er im Jahre 1996. Er qualifizierte sich dabei bei einem Turnier in Cali/Kolumbien durch einen 1. Platz für die Teilnahme an den Olympischen Spielen dieses Jahres in Atlanta. In Atlanta bestritt er also als 21-Jähriger bei den Olympischen Spielen seine erste große internationale Meisterschaft und war damit der erste Olympiateilnehmer aus San Nicolás de Bari. Dabei besiegte er gleich in seinem ersten Kampf den Olympiasieger von 1992 Jon Rønningen aus Norwegen. Danach gewann er noch gegen Khaled Al-Faraj aus Syrien, verlor gegen Armen Nasarjan aus Armenien und gegen Samwel Danieljan aus Russland und siegte noch über Jordan Anew aus Bulgarien, womit er sich den 5. Platz sicherte.
1997 wurde er in San Juan (Puerto Rico) Panamerikanischer Meister vor Broderick Lee, Vereinigte Staaten und Mauricio Velez, Kolumbien. Bei der Weltmeisterschaft 1997 in Breslau kam er zu einem Sieg über Rachimdschan Assembekow aus Kasachstan, verlor dann gegen Alfred Ter-Mkrtchyan aus Deutschland, besiegte noch Namik Mustafejew aus Aserbaidschan und Tero Katajisto aus Finnland, ehe er nach einer weiteren Niederlage gegen Ha Tae-yeon aus Südkorea ausschied und den 9. Platz belegte. 1998 wurde Lázaro Rivas in Winnipeg panamerikanischer Meister vor David Enrique Ochoa Garcia aus Venezuela und Shawn Sheldon aus den Vereinigten Staaten. Bei der Weltmeisterschaft dieses Jahres wurde er aber nicht eingesetzt.
1999 wurde dann zum erfolgreichsten Jahr in der Karriere von Lázaro Rivas. Zunächst wurde er Sieger bei den Panamerikanischen Spielen in Winnipeg, wo er im Fliegengewicht vor David Enrique Ochoa Garcia und Steven A. Mays aus den Vereinigten Staaten siegte, danach wurde er in Athen auch Weltmeister. Er besiegte dabei Masatsune Sasaki, Japan, Marian Sandu, Rumänien, Tero Katajisto, Kang Yong-gyun, Nordkorea, Alfred Ter-Mkrtchyan und Ha Tae-yeon. Den größten Widerstand leistete dabei Alfred Ter-Mkrtchyan, gegen den er nur knapp nach Punkten gewann (5:3 Punkte).
Im Olympiajahr 2000 siegte Lázaro Rivas in Cali/Kolumbien wieder bei den panamerikanischen Meisterschaften und verwies dabei David Enrique Ochoa Garcia und Brandon Paulson aus den Vereinigten Staaten auf die Plätze. Bei den Olympischen Spielen 2000 in Sydney kam er zu Siegen über Ercan Yıldız, Türkei, Natig Aiwasow, Aserbaidschan, Jotham Pellew, Neuseeland und Andrij Kalaschnykow, Ukraine und stand damit im Finale dem Olympiasieger von 1996 im Halbfliegengewicht Sim Gwon-ho aus Südkorea gegenüber, gegen den er allerdings keine Chance hatte und nach Punkten verlor. Er gewann damit eine olympische Silbermedaille.
2001 wurde Lázaro Rivas im Finale der panamerikanischen Meisterschaft in Santo Domingo (Dominikanische Republik) überraschenderweise von Jorge Cardoso aus Venezuela geschlagen. Anschließend gewann er bei der Weltmeisterschaft in Patras/Griechenland  eine Bronzemedaille. Er siegte dort über Claudiu Florin Gavrila, Rumänien, Artasches Minasjan, Armenien und Mukes Chatri, Indien. Dann verlor er gegen Hassan Rangraz aus dem Iran und sicherte sich die Bronzemedaille durch einen Sieg über Uran Kalilow, Kirgisistan.
Im Jahre 2002 holte sich Lázaro Rivas in Maracaibo den panamerikanischen Meistertitel zurück. Er siegte dabei im Finale dieses Mal über Jorge Cardoso. Bei der Weltmeisterschaft des Jahres 2002 war er aber nicht am Start. 2003 wurde er in Santo Domingo Sieger bei den Panamerikanischen Spielen vor Brandon Paulson und Eduardo Freites aus Venezuela und bei der Weltmeisterschaft 2003 in Créteil gewann er mit Siegen über Kamol Cholmatow, Usbekistan, Brandon Paulson und Uran Kalilow, einer Niederlage gegen Im Dae-won, Südkorea und einem Sieg über Petr Švehla, Tschechien erneut eine Bronzemedaille.
Nach einem weiteren Sieg bei den panamerikanischen Meisterschaften 2004 in Guatemala-Stadt, wo er vor Eduardo Freites und Julio Wilman Maldonado Quintanilla aus Guatemala gewann, blieb er bei den Olympischen Spielen 2004 in Athen, den dritten, an denen er teilnahm, mit einem 5. Platz ohne Medaille. Er siegte in Athen über Samir Ben Chenaf, Algerien und Hassan Rangraz, unterlag dann gegen István Majoros aus Ungarn und siegte noch über Irakli Tschotschua aus Georgien.
2005 und 2006 wurde Lázaro Rivas in Guatemala-Stadt bzw. in Rio de Janeiro noch einmal panamerikanischer Meister. Er nahm aber nur noch an einer Weltmeisterschaft, der von Budapest im Jahre 2005 teil. Dort siegte er über Claudiu Flores Gavrila, Masatoshi Toyota, Japan und Irakli Tschotschua, verlor dann gegen Hamid Soryan Reihanpour aus dem Iran, siegte über Wugar Ragimow, Ukraine und verspielte eine Bronzemedaille durch eine Niederlage gegen Ermek Kuketow aus Kasachstan.
Im Jahre 2007 gewann Lázaro Rivas bei der panamerikanischen Meisterschaft in San Salvador nur eine Bronzemedaille und beendete danach seine internationale Ringerlaufbahn. Im Februar 2011 zog er sich endgültig aus dem aktiven Sport zurück.
Am 21. Dezember 2013 besuchte er in seinem Heimatort San Nicolás de Bari ein Reggaeton-Konzert und wurde am Rande der Veranstaltung gegen Mitternacht mit elf Messerstichen in Rücken, Hals und Bauch verletzt. Der Täter, ein neunzehnjähriger Leistungssportler, stellte sich später der Polizei. Rivas wurde zwar nach einer Ersthilfebehandlung in der örtlichen Krankenstation und einer Stunde des Wartens auf den einzigen Krankenwagen der Provinz zur Intensivbehandlung in das Krankenhaus der 30 km entfernten Provinzhauptstadt San José de las Lajas gebracht, erlag dort aber seinen schweren Verletzungen. Er wurde am 24. Dezember 2013 in San Nicolás beigesetzt.

## Internationale Erfolge
| Jahr | Platz  | Wettbewerb                                                | Gewichtsklasse | Ergebnisse |
| 1996 | 1.     | Großer Preis von Italien in Faenza                        | Fliegen        | vor Witali Ceban, Moldawien und Stoicio Iwanow, Bulgarien |
| 1996 | 1.     | Olympia-Qualif.-Turnier in Cali/Kolumbien                 | Fliegen        | vor Lefere Schering, USA und Ulises Valentin, Dom. Rep. |
| 1996 | 5.     | OS in Atlanta                                             | Fliegen        | nach Siegen über Jon Rønningen, Norwegen und Khaled Al-Faraj, Syrien, Niederlagen gegen Armen Nasarjan, Armenien und Samwel Danieljan, Russland und einem Sieg über Jordan Anew, Bulgarien                                                  |
| 1996 | 3.     | Welt-Cup in Colorado Springs                              | Fliegen        | hinter Shawn Sheldon, USA und Boris Ambarzumow, Russland, vor Ha Tae-yeon, Südkorea |
| 1997 | 1.     | Panamerik. Meisterschaft in San Juan (Puerto Rico)        | Fliegen        | vor Broderick Lee, USA und Mauricio Velez, Kolumbien |
| 1997 | 9.     | WM in Wrocław                                             | Fliegen        | nach einem Sieg über Rachimdschan Assembekow, Kasachstan, einer Niederlage gegen Alfred Ter-Mkrtchya, Deutschland, Siegen über Namik Mustafejew, Aserbaidschan und Tero Katajisto, Finnland und einer Niederlage gegen Ha Tae-yeon          |
| 1998 | 2.     | FILA-Test-Turnier in Faenza                               | Fliegen        | hinter Francesco Constantino, Italien, vor Özgur Uygun, Türkei und Petr Švehla, Tschechien |
| 1998 | 1.     | Panamerik. Meisterschaft in Winnipeg                      | Fliegen        | vor David Enrique Ochoa Garcia, Venezuela und Shawn Sheldon |
| 1999 | 1.     | Panamerik. Spiele in Winnipeg                             | Fliegen        | vor Davie Enrique Ochoa Garcia und Steven A. Mays, USA |
| 1999 | 1.     | WM in Athen                                               | Fliegen        | nach Siegen über Masatsune Sasaki, Japan, Marian Sandu, Rumänien, Tero Katajisto, Kang Yang-Gyun, Nordkorea und Alfred Ter-Mkrtchyan und Ha Tae-yeon                                                                                        |
| 2000 | 1.     | Panamerik. Meisterschaft in Cali/Kolumbien                | Fliegen        | vor David Enrique Ochoa Garcia und Brandon Paulson, USA |
| 2000 | Silber | OS in Sydney                                              | Fliegen        | nach Siegen über Ercan Yıldız, Türkei, Natig Aiwasow, Aserbaidschan, Jotham Pellew, Neuseeland und Andrij Kalaschnykow, Ukraine und einer Niederlage gegen Sim Gwon-ho, Südkorea                                                            |
| 2001 | 2.     | Panamerik. Meisterschaft in Santo Domingo/Dom. Rep.       | Fliegen        | hinter Jorge Cardoso, Venezuela und vor Jeff Cervone, USA |
| 2001 | 3.     | WM in Patras                                              | Fliegen        | nach Siegen über Claudiu Florin Gavrilă, Rumänien, Artasches Minasjan, Armenien und Mukes Chatri, Indien, einer Niederlage gegen Hassan Rangraz, Iran und einem Sieg über Uran Kalilow, Kirgisistan                                         |
| 2002 | 1.     | Panamerik. Meisterschaft in Maracaibo                     | Bantam         | vor Jorge Cardoso und Julio Wilman Maldonado Quintanilla, Guatemala |
| 2003 | 1.     | Dave-Schultz-Memorial-International in Colorado Springs   | Bantam         | vor Brandon Paulson und Assat Imanbajew, Kasachstan |
| 2003 | 1.     | Panamerik. Spiele in Santo Domingo/Dom. Rep.              | Bantam         | vor Brandon Paulson und Eduardo Freites, Venezuela |
| 2003 | 3.     | WM in Créteil                                             | Bantam         | nach Siegen über Kamol Cholmatow, Usbekistan, Brandon Paulson, USA und Uran Kalilow, einer Niederlage gegen Im Dae-won, Südkorea und einem Sieg über Petr Švehla, Tschechien                                                                |
| 2004 | 1.     | Panamerik. Meisterschaft in Guatemala-Stadt               | Bantam         | vor Eduardo Freites und Julio Wilman Maldonado Quintanella |
| 2004 | 1.     | Großer Preis von Deutschland in Dortmund                  | Bantam         | vor Håkan Nyblom, Dänemark, Renat Bikkinin, Russland und Anders Nyblom, Dänemark |
| 2004 | 5.     | OS in Athen                                               | Bantam         | nach Siegen über Samir Ben Chenaf, Algerien und Hassan Rangraz, einer Niederlage gegen István Majoros, Ungarn und einem Sieg über Irakli Tschotschua, Georgien                                                                              |
| 2005 | 2.     | Welt-Cup in Teheran                                       | Bantam         | hinter Hassan Rangraz, vor Dimitri Charko, Ukraine |
| 2005 | 2.     | Granma-Cup in Sancti Spíritus                             | Bantam         | hinter Mairel Martinez, Kuba, vor Lindsey Durlacher |
| 2005 | 1.     | Panamerik. Meisterschaft in Guatemala-Stadt               | Bantam         | vor Jansel Ramirez, Dom. Rep. und Julio Wilman Maldonado Quintanilla |
| 2005 | 12.    | Großer Preis von Deutschland in Dortmund                  | Bantam         | Sieger: Alexei Schaipak, Weißrussland vor Anders Nyblom |
| 2005 | 5.     | WM in Budapest                                            | Bantam         | nach Siegen über Claudfiu Flores Gavrila, Masatoshi Toyota, Japan und Irakli Tschotschua, einer Niederlage gegen Hamid Soryan Reihanpour, Iran, einem Sieg über Wugar Ragimow, Ukraine und einer Niederlage gegen Ermek Kuketow, Kasachstan |
| 2006 | 1.     | Panamerik. Meisterschaft in Rio de Janeiro                | Bantam         | vor Lindsey Durlacher, USA und Paul Sobrado Nunta, Peru |
| 2006 | 1.     | Zentralamerik. & Karibische Spiele in Cartagena/Kolumbien | Bantam         | vor Jansel Ramirez, Dom. Rep. und Julio Munoz, Kolumbien |
| 2007 | 3.     | Panamerik. Meisterschaft in San Salvador                  | Bantam         | hinter Jansel Ramirez und Jorge Cardoso |

## Erläuterungen
- alle Wettkämpfe im griechisch-römischen Stil
- OS = Olympische Spiele, WM = Weltmeisterschaft
- Fliegengewicht, bis 1996 bis 52 kg, von 1997 bis 2001 bis 54 kg, danach abgeschafft, Bantamgewicht, seit 2002 bis 55 kg Körpergewicht